# Cyprinodon bifasciatus
Cyprinodon bifasciatus é uma espécie de peixe da família Cyprinodontidae.
É endémica do México.